# Guwanç Hangeldiýew
Guwanç Hangeldiýew (* 9. srpna 1987, Turkmenská SSR, Sovětský svaz) je turkmenský fotbalista a reprezentant hrající na postu záložníka. V současnosti působí v turkmenském klubu HTTU Ašchabad.
V A-mužstvu Turkmenistánu debutoval v roce 2008.

## Reprezentační góly
Góly Guwançe Hangeldiýewa za A-tým Turkmenistánu
| Gól | Datum       | Stadion                 | Soupeř    | Skóre | Výsledek | Soutěž                                |
| --- | ----------- | ----------------------- | --------- | ----- | -------- | ------------------------------------- |
| 010 | 23. 3. 2011 | Petaling Jaya, Malajsie | Tchaj-wan | 0:2   | 0:2      | Kvalifikace na AFC Challenge Cup 2012 |
| 02  | 12. 3. 2012 | Káthmándú, Nepál        | Nepál     | 0:3   | 0:3      | AFC Challenge Cup 2012                |